# František Šafařík-Pštross
František rytíř Šafařík-Pštross (narozen jako František Šafařík, 8. března 1841 Praha — 22. prosince 1910 Vídeň) byl rakousko-uherský státní úředník českého původu, dvorní rada, politik a šlechtic, dlouholetý ředitel C. a k. pošt a telegrafů v Českém království v rámci Rakouska-Uherska.

## Život

### Mládí
Narodil se v Praze. Získal vysokoškolské vzdělání, patrně vystudoval práva. Od roku 1869 až 1874 působil v různých úřednických pozicích na ministerstvu pošt ve Vídni. Dne 13. října 1873 se v Badenu oženil s Marií Pštrossovou z Prahy, dcerou místodržitelského úředníka Eduarda Pštrosse. Následně začal používat dvojité příjmení Šafařík-Pštross.

### C. a k. pošty a telegrafy
Roku 1883 byl jmenován ředitelem c. a k. pošt a telegrafů pro Moravu a Slezsko s umístěním v Brně. Roku 1890 se pak ujal funkce ředitele pošt a telegrafů pro celé České království. Během svého působení patřilo k jeho agendě například budování telegrafní a telefonní sítě v Čechách, na Moravě a ve Slezsku. Se svou zaměstnaneckou základnou tisíců poštovních úředníkům a dobové důležitosti pošty patřil Šafařík-Pštross k jedněm z nejvýše postavených státních úředníků v Českém království. Ze své pozice odešel roku 1908 do penze.
Za své pracovní zásluhy obdržel Šafařík-Pštross od císaře Františka Josefa I. Řád Františka Josefa a rytířský titul. Rovněž byl činný ve spolkové činnosti.

### Úmrtí
František rytíř Šafařík-Pštross zemřel 22. prosince 1910 ve Vídni ve věku 69 let. Pohřben byl v Praze.
Se svou ženou Marií počali několik dětí, několik z nich bylo pak zaměstnáno ve státní správě.